# Central Perk
Central Perk er en fiktiv café i tv-serien Venner, som de seks venner Phoebe Buffay (Lisa Kudrow), Monica Geller (Courteney Cox), Rachel Green (Jennifer Aniston), Joey Tribbiani (Matt LeBlanc), Ross Geller (David Schwimmer) og Chandler Bing (Matthew Perry) altid hænger ud på.  Vennerne hænger altid ud omkring, og i sofaen, som står i caféen, hvilket også har resulteret i, at det er den der bl.a. er med i starten af showet.
Den startede med at være en pub, men den lukkede og siden hen, er det blevet til en café.
Central Perk ejes først af Terry og så senere af Gunther (James Michael Tyler), som har en stor forelskelse i Rachel, og det er hun den eneste der ikke kan se.
I september 2019 udgav Lego sættet 21319 The Central Perk Coffee of Friends som en del af Lego Ideas-temaet, der er en model af caféen bygget i legoklodser
| Fiktion | Spire Denne artikel om en historie eller noget fiktivt er en spire som bør udbygges. Du er velkommen til at hjælpe Wikipedia ved at udvide den. |